# Things (gruppo musicale)
Things fu un gruppo musicale statunitense di genere garage rock, attivo durante gli anni ottanta.

## Storia
Il gruppo venne fondato a La Habra, in California. Venne registrata una demo nel 1984 che venne poi pubblicata lo stesso anno dalla Voxx Records come loro primo album, Coloured Heaven. Nel 1986 venne pubblicato un secondo album, Outside My Window.

## Discografia
- 1984 - Coloured Heaven (Voxx Records)
- 1986 - Outside My Window (Voxx Records)
- 1988 - Things (Epitaph Records)

## Membri
- Steven Crabtree: voce, chitarra, tastiere
- Roy McDonald: batteria, percussioni
- Pete Rouch: basso, voce
- Andre Garcia: chitarra
- Larry Klein: chitarra, voce
- Bob Wier: basso, voce
- Mike Sosa: batteria